# Палац Єдності
38°35′24″ пн. ш. 68°47′09″ сх. д. / 38.59° пн. ш. 68.78577778° сх. д.
«Палац Єдності» (тадж. Кохи Ваҳдат) — державний палац концертів і урочистих заходів «Вахдат» («Єдність»), а також центральний партійний осередок у столиці Таджикистану місті Душанбе.

## Загальні дані
Будівля розташована у північній частині головної душанбинської магістралі — проспекту Рудакі, поруч з готелем «Авесто» та приміщенням Посольства Узбекистану в Республіці Таджикистан.
Автори проекту будівлі — архітектори Е. Єрзовський та Ю. Пархов.
Головна зала Палацу розрахована на 1 714 місць.

## З історії будівлі
Сучасний Палац Єдності в Душанбе був зведений за СРСР — у 1975 році як Будинок політичної просвіти. Автори проекту архітектори Е. Єрзовський та Ю. Пархов, творчо співпрацюючи з художниками-монументалістами К. Жумагазиним і С. Курбановим, знайшли оригінальне і виразне вирішення великого громадського осередку, в якому використані сучасні і традиційні матеріали та архітектурно-планувальні системи.
Зі здобуттям незалежності Таджикистаном (1991) об'єкт змінив свій профіль, і у 2000-х він став Палацом державних урочистих подій і заходів, а також штаб-квартирою правлячої Народно-демократичної партії, крім того використовується для організації та проведення міжнародних конференцій, зустрічей тощо.
Тоді ж (2000-ні) будівля була істотно рекоструйована, й дістала свою сучасну назву — Вахдат («Єдність»).
У листопаді 2007 року біля однієї зі стін Палацу Вахдат у пластиковому пакеті залишили бомбу, що офіційною владою було кваліфіковано як терористичний акт. Єдиною жертвою був 77-річний чоловік (згідно з повідомленнями прибиральник і/або охоронець) — його вбило о 08:10 14 листопада 2007 року, коли він здійняв пакет, у якому була бомба, що вибухнула. Від вибуху повибивало шибки вікон Палацу Єдності.